# Йенч, Симон
Симон Йенч (нем. Simon Jentzsch; род. 4 мая 1976, Дюссельдорф, Северный Рейн-Вестфалия, ФРГ) — немецкий футболист и тренер, выступаший на позиции вратаря.
Провел 14 сезонов в Бундеслиге, 6 из которых в «Вольфсбурге», также выступал за «Карлсруэ», «Мюнхен 1860» и «Аугсбург».

## Карьера

### Молодёжная
Начинал заниматься футболом в возрасте шести лет в клубе SC Waldniel в 1982 году. С 1991 по 1993 год занимался футболом в клубе 1. FC Mönchengladbach с 9 месячной стажировкой в голландском «ВВВ-Венло» в 1992 году, в 1993 году перебрался в академию «Юрдинген 05».

### Клубная
В начале сезона 1994/95 тренер Фридхельм Функель заявил Симона в качестве третьего вратаря «Юрдингена 05». Так и не сыграв за команду ни одного матча летом 1995 года переходит в клуб «Карлсруэ». Два сезона выступал за фарм-клуб «Карлсруэ II», за который дебютировал 3 августа 1996 года в матче Региональной лиги «ЮГ» против клуба «Аугсбург», пропустив 4 мяча. В фарм-клубе за 2 года провел 46 матчей и пропустил 60 голов.
За основной клуб дебютировал в Бундеслиге при тренере Йорге Бергере 3 апреля 1998 года выйдя на замену Клаусу Рейтмаеру на 50 минуте в матче против «Герты». После ухода по окончании сезона 1997/98 Клауса Рейтмаера, из-за вылета из Бундеслиги, Йенч становится основным вратарем клуба. Всего за клуб провел 69 матчей и пропустил 97 голов.
Летом перед началом сезона по приглашению Вернера Лоранта переходит в клуб Бундеслиги «Мюнхен 1860», трижды помогал клубу занять место в середине таблицы. В 2003 году, отыграв за клуб 96 матчей подписывает пятилетний контракт с другим клубом Бундеслиги «Вольфсбургом». Являлся основным вратарем клуба до сезона 2007/08, пока его не сменил швейцарец Диего Бенальо.
31 марта 2009 года Симон разрывает свой контракт с «Вольфсбургом» и уже 9 июня подписал контракт с клубом Второй Бундеслиги «Аугсбург». В сезоне 2010/11 провел за клуб 33 матча и помог клубу занять 2 место и получить повышение в высший дивизион. В следующем сезоне также оставался основным вратарем и помог клубу избежать вылета, но уже в следующем сезоне уступил место в воротах Мохамеду Амсифу. В конце 2013 года объявил о завершении профессиональной карьеры.

### Международная
Провел за сборную Германии до 21 года 12 матчей. Выступал за вторую сборную за которую провел 9 матчей, также получал вызов в основную сборную, но на поле, в составе сборной так и не вышел.

### Тренерская
Летом 2014 года по приглашению главного тренера «Фортуна (Дюссельдорф)» Оливера Река становится тренером вратарей команды.
Летом 2019 года становится тренером вратарей в молодежных командах «Баварии (Мюнхен)».

## Достижения
- Серебряный призёр Второй Бундеслиги: 1 (2010/11)

## Личная жизнь
Родился в семье футбольного тренера Вернера Йенча и англичанки. Симон вырос на британской военной базе расположенной в Брюггене. Также имеет британское гражданство.